# Maud Linder
Maud-Lydié Marcelle Leuvielle, conocida como Maud Linder (27 de junio de 1924 – 25 de octubre de 2017) fue una periodista, documentalista e historiadora del cine francesa.

## Biografía
Maud Linder nació y era la única hija de la estrella del cine mudo francés Max Linder y su esposa Hélène Peters, que se suicidaron en octubre de 1925.
Criada primero con sus abuelos maternos y posteriormente por los maternos, a los 20 años vio una de las películas de su padre por primera vez y se decidió a hacer accesible esta clase de trabajos al gran público nuevamente. En 1963, hizo la compilación de sus trabajos en el documental titulado En compagnie de Max Linder que fue presentado en el Festival de Cine de Venecia de 1963 y por el que recibió el Étoile de Cristal. La película era la compilación de los últimos tres trabajos de su padre en Hollywood. En 1983 Maud Linder, dirigió otro documental llamado L'homme au chapeau de soie, sobre la vida y carrera de su padre. Fue presentado en el Festival de Cine de Cannes de 1983.
En 1992, Maud Linder publicó el libro sobre Linder en Francia, Max Linder etait mon pere y en 2008 recibió el Premio Henri Langlois por promocionar el trabajo de su padre.
Linder también trabajó como periodista y, en la década de los 50 y 60, también como ayudante de dirección de Jean-Paul Le Chanois.
Linder murió el 25 de octubre de 2017 a los 93 años.

## Filmografía
- 1954: Papa, maman, la bonne et moi (ayudante de dirección)
- 1954: Faites-moi confiance (ayudante de dirección)
- 1955: Papa, maman, ma femme et moi... (ayudante de dirección)
- 1961: Par-dessus le mur (ayudante de dirección)
- 1963: En compagnie de Max Linder (directora y productora)
- 1983: L'homme au chapeau de soie (L'homme au chapeau de soie, directora, guionista y productora)
- 2014: The Mystery of the King of Kinema (entrevista)

## Libros
- Max Linder. En: Les Dieux du cinéma muet. Paris, 1992, Éditions Atlas
- Max Linder etait mon pere. Paris, 1992, Flammarion, ISBN 978-2080665768